# Danny Denzongpa
Tshering Phintso "Danny" Denzongpa (Yuksom, 25 februari 1948) is een Indiaas acteur, die voornamelijk in de Hindi filmindustrie actief is. Hij werd in 2003 door de Indiase regering onderscheiden met de Padma Shri voor zijn bijdrage aan de Indiase filmindustrie.

## Biografie
Denzongpa startte zijn carrière met opnames voor de film Zaroorat wat een jaar later uit werd gebracht en hij zijn debuut maakte met Mere Apne (1971) waarin hij in een positieve rol te zien is. Hij was voor het eerst als de antagonist te zien in Dhundh (1973). Hij speelde meer positieve hoofdrollen in commercieel succesvolle films in de jaren zeventig, zoals Chor Machaye Shor, 36 Ghante, Fakira, Sangram, Kalicharan, Kaala Sona en Devata. Hij maakte tegelijkertijd deel uit van grote budgetfilms zoals Aashiq Hoon Baharon Ka, Paapi, Bandish, The Burning Train en Chunoti in negatieve rollen. Zijn enige zelf geregisseerde film Phir Wahi Raat (1980) werd beschouwd als een van de top vijf beste Indiase horror suspense films. Hij kreeg steeds vaker aanbiedingen om het negatieve personage in Hindi films te spelen, na het succes van de Phir Wahi Raat, Jeeo Aur Jeene Do (1982) en Dharm Aur Qanoon (1984). Van 1984 en tot in de jaren negentig speelde hij vele malen de rol van de slechterik.
Denzongpa was ook te zien in de Amerikaanse film Seven Years in Tibet (1997). Vanaf 2000 is hij vaker te zien in ondersteunende rollen. Hij heeft in vijftig jaar tijd in meer dan 200 films een rol vertolkt. Zijn zoon Rinzing Denzongpa maakte in 2021 zijn acteerdebuut met de film Squad.